# 博尔尼残尸
博尔尼残尸（英語：The Bolney Torso）是指1991年10月，于南英格兰博尔尼发现的一具身份不明遗体。

## 发现
1991年10月11日，当时62岁的科林·奥利弗（Colin Oliver）在萨塞克斯郡博尔尼布罗克斯米德巷（Broxmead Lane）附近的树林里发现了这具尸体。奥利弗正在沿着布罗克斯米德巷从库克菲尔德返回位于伯吉斯希爾的家，他半路停下并进入了一座通往野地的大门。他在树林里小便时发现灌木丛里有一具地毯包裹着的血迹斑斑的残缺尸体。奥利弗立刻前往伯吉斯希尔警察局报告他的发现。他表示因为惊吓过度，接下来的几个月都无法睡好。

### 初步发现
受害者被发现是死时60-70岁的男性。尸体的头部和手被割下，而这些部分至今没有找到。其中一只手臂是在手肘以下6英寸的位置被砍掉的，而另一只则是在手肘以下2英寸；这被认为是在隐藏能够识别其身份的纹身。砍掉头部和双手的凶器可能是斧头或断线钳。
受害者是白人，腹部凸出，接受过包皮环切术，右侧大腿上有一颗星形的痣。他被发现时穿着福斯特（Fosters）牌的裤子，裤脚挽起；以及口袋上有明显图案的蓝色衬衫。

## 调查
查明受害者身份的项目被命名为A23行动（Operation A23），其中雇佣了60人，预算为150000英镑。最初的调查由总督察的彼得·肯内特（Peter Kennett）主导。调查人员搜索了100多名失踪男子的档案，但没有找到匹配的人，呼吁公众提供身份证明也没有结果。

### 怀疑
1991年12月，当地一名可能有线索的房地产经纪人联系了警方；他们在库克菲尔德的科皮霍尔德巷（Copyhold Lane）租了一间大房子(离尸体的发现地点1.5英里)，但后来被遗弃了，这引起了他们的怀疑。警方调查了这处房产，发现了一本《阁楼》杂志，里面有一篇关于肢解尸体的文章，上面潦草地写着数字。
来自德国德累斯顿的甘特·约瑟夫·克尼珀（Gunter Josef Knieper）和柯尼利亚·玛利亚·特尔索（Kornelia Maria Teusel）于1991年9月第一次租用了这处房产，并预付了1万英镑（6个月的租金）。这对夫妇在1991年10月9日左右放弃了这处房产。一直使用化名马蒂亚斯·赫尔曼博士（Dr Matthias Herrman）的克尼珀在德国和爱尔兰因涉嫌商业欺诈而被通缉。
1992年6月，克尼珀在西班牙被捕。警方在法兰克福与克尼珀进行了面谈，确定了犯罪团伙的意图是开始一项欺诈行动，但克尼珀否认与谋杀受害者有任何关联。1992年8月，警方承认没有证据表明克尼珀与谋杀有关。1994年1月，警方回到德国，采访了另一名来过科皮霍尔德巷的这间房子的不愿透露姓名的男子。

### 埋葬
1994年8月2日，在简短的仪式之后，遗体被安葬在海沃兹希斯的西路（West Road）公墓。棺材上印有“不明男性”（Unknown Male）的名字。有8个人参加了这场由中苏塞克斯区议会出资举办的贫民葬礼。出席葬礼的有警察、验尸官办公室和中苏塞克斯区议会的代表。

### 后续事件
1995年12月，圣诞节前几天，受害者的墓前留下了一些花和一张印有“献给身份不明的男人，彼得和他的团队，请记住我们的损失”（For the unknown male, Peter and team, remember our loss）字样的纸条。

## 重新调查
2009年3月，警方挖出了尸体，希望法医技术的进步能提供更多的信息。同年11月12日，BBC的《犯罪观察》节目播出了这起案件。
报道称，2010年，媒体在英国犯罪观察（Crimewatch UK）和德国的同类网站上发出呼吁后，收到了许多关于受害者身份的建议，但都没有收到任何结果。警方说，已经查明三名失踪人员的身份，并通知其家属。
2011年，据透露，2010年收集的证据表明，受害者是在死后被套上的衣服，这些衣服并不属于他。对死者的股骨、肋骨和脚趾甲的化验结果表明他可能来自德国南部或周边国家。对脚趾甲的分析表明，受害者生命的最后一年是在英国或法国和德国的边境度过的。

### 描述修改
修改后的受害者描述中，他的身高在5英尺6英寸到5英尺8英寸之间，死时年龄介于30岁到45岁之间，最有可能在35岁-40岁左右，上半身强壮。对骨骼的分析显示，死者生前强壮、营养良好、健康，没有任何退化性疾病的迹象。